# Айархаан
«Айархаан» (англ. Ayarkhaan; Прежние названия группы — «Кылысах», «Телке», дуэт с О. Подлужной) — российская музыкальная этно-группа из Якутии. В состав группы входят Альбина Дегтярева, Варвара Степанова, Алиса Саввинова, Нарыйаана Ренанто, Амгаяна Нестерева. Творчество основывается на традиционной хомусной музыке. «Айархаан» переводится как племя созидателей.

## Музыка
«Используя только собственный голос и хомус, якутские девушки имитируют звуки ветра, пение птиц, голос лошади, топот копыт и другие звуки природы. Некоторые композиции звучат как будто созданы в студии электронной музыки». Имитационная система свойственна шаманским камланиям. Якутские шаманы начинали камлания с имитации ржания коня. Песни «Айархаан» в основном рассказывают о Божественном провидении и мудрости, которые сотворили мир в гармонии и красоте.

### Дискография
Группа выпустила следующие альбомы:
2005 — «Звуки древней земли Олонхо»;
2008 — «Эхо древности».

## История
Группа была создана в 2002 году музыкантом, композитором и поэтессой Альбиной Дегтяревой с целью популизации и развития хомусной, этнической музыки и якутского народного пения. С тех пор «Айархаан» — постоянный участник различных этно- и музыкальных фестивалей и конкурсов по всему миру и неоднократный лауреат премий. В их числе:
- 2003 — Гран-при Всероссийского фестиваля «Сияние Севера», Сыктывкар, Россия
- 2004 — Лауреат 1 степени Международного фестиваля хомусной музыки «Ил хомус», Якутск, Россия
- 2004 — «Гран-при» II мирового фестиваля этнической музыки «Sayanring» («Саянское кольцо»), Россия
- 2005 — Лауреат Международного фестиваля живой музыки «Маgia glosu» («Магия голоса»), Броцлав, Польша. (Солистка этно-группы «Айархаан» Юлияна Кривошапкина стала Лицом этого фестиваля)
- 2005 — Лауреат Международного фестиваля устных народных традиций «Niechwytntgo ozieozictwa kulturwego», Варшава, Польша
- 2005 — Лауреат 1 степени Международного фестиваля «Хомус», Кызыл, Республика Тыва, Россия
- 2006 — Хэд-лайнеры и обладатели звания «Лучшая этно-группа» Международного фестиваля живой музыки «Устуу Хурээ», Чадан, Республика Тыва, Россия
- 2006 — Хэд-лайнеры Международного фестиваля живой музыки «Riddu-riddu», Минладен, Норвегия
- 2006 — Хэд-лайнеры Международного фестиваля этнической музыки «Ethnoland», Москва, Россия
- 2006 — «Лучшая группа» V Международного конгресса хомусной музыки «Vijfde internationale mondharp festival», Амстердам, Нидерланды
- 2006 — Хэд-лайнеры Международного фестиваля музыки тюркских народов «Коркыт ата и музыка Великой степи», Кызылорда, Казахстан
- 2007 — Лауреат 1 степени Международного конкурса-фестиваля «Современное искусство и образование», Москва, Россия
- 2007 — Лауреат 1 степени Межрегионального фольклорного фестиваля тюркоязычных народов «Полбек», Абакан, Хакасия, Россия
- 2007 — Обладатели премии «Золотая Ирия» в номинации «Приз зрительских симпатий» Международного фестиваля этнической музыки «Sayanring» («Саянское кольцо»), Красноярск, Россия
- 2007 — Фавориты международного фестиваля обертонного пения «Glatt& verkehrt», Кремс, Австрия
- 2011 — WOMAD, Мальмсбери, Англия[11]
- 2011 — Фестиваль всемирной музыки, Португалия
- 2012 — Программа Олимпийских игр в Лондоне, Великобритания
- 2013 — WOMAD Russia
- 2018 — Мир Сибири, Россия
- 2019 — XII Международный музыкальный фестиваль «Шарк тароналари» («Мелодии Востока») под патронажем ЮНЕСКО (25 - 30 августа) в Самарканде, где «Айархаан» заняла третье место среди участников из 77 стран[6][3].